# Peperomia verticillatispica
Peperomia verticillatispica är en pepparväxtart som beskrevs av Trel. & Yunck.. Peperomia verticillatispica ingår i släktet peperomior, och familjen pepparväxter. Inga underarter finns listade i Catalogue of Life.